# غريغوري سكاربا
غريغوري سكاربا (بالإنجليزية: Gregory Scarpa)‏ هو مجرم أمريكي، ولد في 8 مايو 1928 في بروكلين في الولايات المتحدة، وتوفي في 4 يوليو 1994 في روشستر في الولايات المتحدة.

## وصلات خارجية
- غريغوري سكاربا على موقع إن إن دي بي (الإنجليزية)